# Kościół św. Michała Archanioła w Mordach
Kościół świętego Michała Archanioła w Mordach – rzymskokatolicki kościół parafialny należący do dekanatu Łosice diecezji siedleckiej.

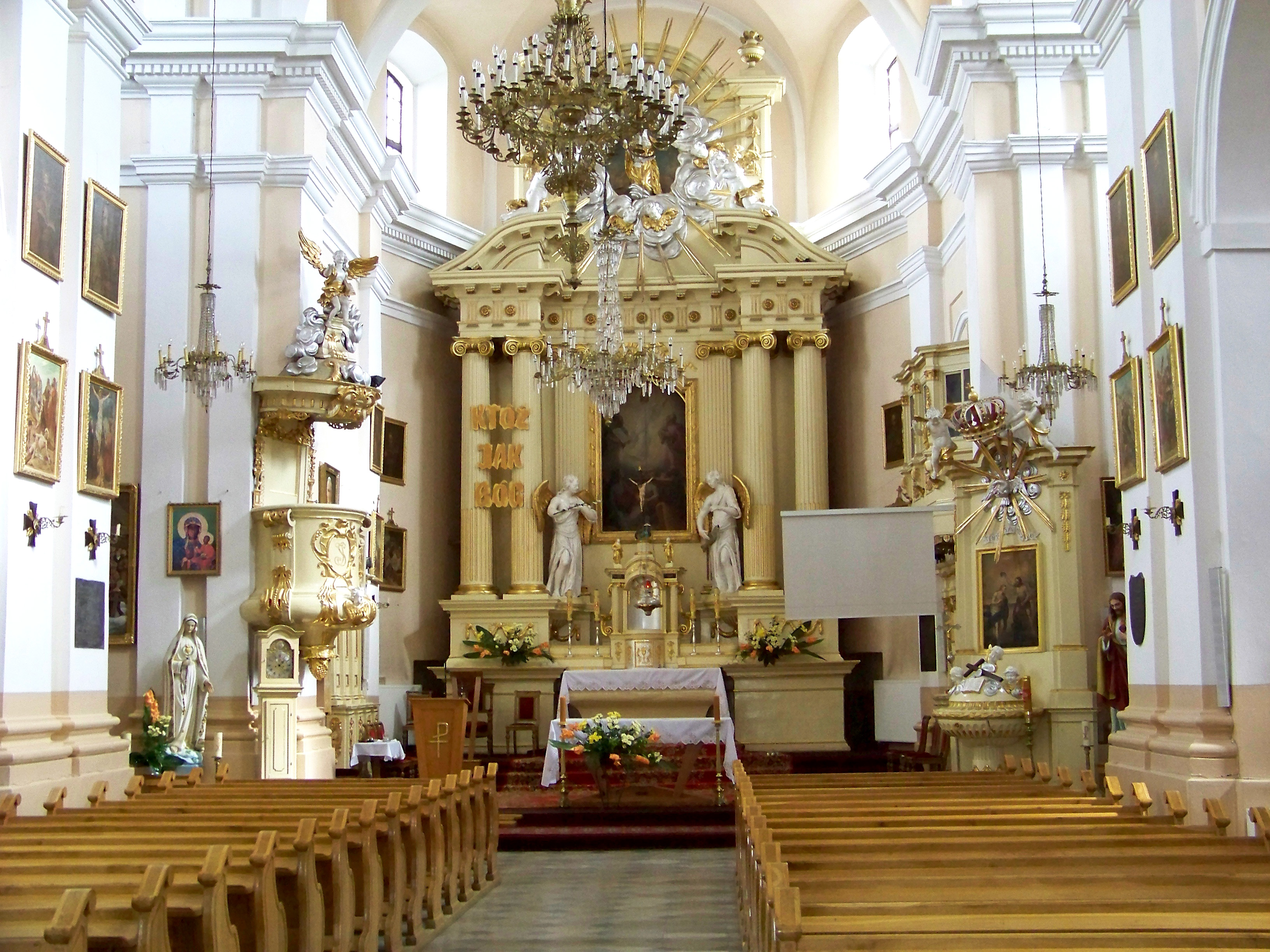
Ołtarz

Obecna świątynia murowana została wzniesiona w 1737 roku dzięki staraniom Balcera (Baltazara) Ciecierskiego, stolnika drohiczyńskiego. Konsekrował ją biskup łucki Andrzej Stanisław Załuski. Kościół reprezentuje styl barokowy z elementami neoklasycyzmu.
Jest to budowla orientowana, wzniesiona na planie krzyża łacińskiego. Składa się z dwóch par niskich kaplic przylegających do nawy i z trójbocznie zamkniętego prezbiterium. Z jego lewej i prawej strony są umieszczone: skarbczyk, kruchta i zakrystia z lożami. Fasada w stylu późnego baroku jest wysunięta w formie elipsy przed korpus świątyni. Świątynia posiada wysokie cokołowe przyziemie, powyżej którego znajdują się kolumny i jednostronnie zdwojone pilastry, podpierające belkowanie z gzymsami i sterczynami obeliskowymi, zakończone frontonem. Nawa i prezbiterium jest nakryta sklepieniem kolebkowym z lunetami opartym na gurtach, natomiast transept, kaplice i zakrystia - kolebkowo-krzyżowym. Do wyposażenia kościoła należą m.in.:: klasycystyczny architektoniczny ołtarz główny pochodzący z 1787 roku, barokowe ołtarze boczne wykonane w 1. połowie XVII stulecia, barokowa ambona, pochodząca z 1. połowy XVIII stulecia, stalle, wykonane w 2. ćwierci XVIII stulecia, obrazy z XVIII i XIX stulecia, m.in. namalowane przez Józefa Buchbindera.